# Pays de Galles oriental
 (avril 2025).
Pour les articles homonymes, voir East Wales.
East Wales, Dwyrain Cymru
- Restreinte (Cardiff, Monmouthshire, Newport et Powys)
- Étendue (Cardiff, Flintshire, Monmouthshire, Newport, Powys, Vale of Glamorgan et Wrexham)

Carte présentant les différentes définitions du pays de Galles occidental.

Le pays de Galles oriental (Eastern Wales en anglais), ou l’est du pays de Galles (East Wales en anglais et Dwyrain Cymru en gallois), localement nommé « l’Est » (the East en anglais), est une région non officielle du pays de Galles.

## Définition
Le pays de Galles oriental couvre les comtés de Cardiff, du Monmouthshire et du Powys ainsi que le borough de comté de Newport. Il peut s’étendre au comté du Flintshire ainsi qu’au boroughs de comté de Blaenau Gwent, de Caerphilly, de la Torfaen, du Vale of Glamorgan et de Wrexham.